# 薙鎌
薙鎌（）は、長さ七尺程度（約210センチメートル）の円柱の木棒を柄とし、刃を手前にした短い直刀を柄の先端に直角に付けた武器。薙ぐ、突く、切る、刃を引っ掛けて相手を倒す、首を切るなどして使用する。流派により長柄鎌、八重鎌とも呼ばれる。舟に絡まった藻などを切るための、柄の長い藻狩り鎌を武器に転用したものとされる。
薙刀や槍と同じ武士の調度品で源平合戦では既に使われていたとされるが、文明開化以降はほとんど残らず、教える流派も極少数である。
薙鎌を使う現存流派としては武田流八重鎌など。また、剣術併伝の鎖鎌術で薙鎌に鎖分銅を付け鎖鎌としたものを使用する流派もある。
諏訪明神では神器の1つとして薙鎌がある。形状は鶏のトサカのような形をしたもので、諏訪神の信州開拓の象徴、または「なぎ」が「凪ぐ」に通じることから風雨鎮護や「諸難薙ぎ祓う」の意味と伝えられる。